# Greatest Hits: Back to the Start
Greatest Hits: Back to the Start — збірка найкращих пісень американського гурту Megadeth, випущена лейблом Capitol Records в 2005 році. Треклист альбому був визначений за підсумками голосування фанатів, проведеного на офіційному сайті гурту. У зображенні ядерного гриба можна побачити маскота гурту Віка Раттлхеда.

## Список композицій
| #   | Назва                             | Автор слів              | Автор музики           | Альбом                                                                        | Тривалість |
| --- | --------------------------------- | ----------------------- | ---------------------- | ----------------------------------------------------------------------------- | ---------- |
| 1.  | «Holy Wars... The Punishment Due» | Дейв Мастейн            | Мастейн                | Rust in Peace (1990)                                                          | 6:32       |
| 2.  | «In My Darkest Hour»              | Мастейн, Девід Еллефсон | Мастейн                | So Far, So Good... So What! (1988)                                            | 6:26       |
| 3.  | «Peace Sells»                     | Мастейн                 | Мастейн                | Peace Sells... But Who's Buying? (1986)                                       | 4:02       |
| 4.  | «Sweating Bullets»                | Мастейн                 | Мастейн                | Countdown to Extinction (1992)                                                | 5:26       |
| 5.  | «Angry Again»                     | Мастейн                 | Мастейн                | Hidden Treasures (1993)                                                       | 3:47       |
| 6.  | «À Tout le Monde»                 | Мастейн                 | Мастейн                | Youthanasia (1994)                                                            | 4:25       |
| 7.  | «Trust»                           | Мастейн                 | Мастейн, Марті Фрідман | Cryptic Writings (1997)                                                       | 5:12       |
| 8.  | «Kill the King»                   | Мастейн                 | Мастейн                | Capitol Punishment: The Megadeth Years (2000)                                 | 3:42       |
| 9.  | «Symphony of Destruction»         | Мастейн                 | Мастейн                | Countdown to Extinction (1992)                                                | 4:06       |
| 10. | «Mechanix» (2002 Remix)           | Мастейн                 | Мастейн                | Killing Is My Business... and Business Is Good! (1985)                        | 4:21       |
| 11. | «Train of Consequences»           | Мастейн                 | Мастейн                | Youthanasia (1994)                                                            | 3:30       |
| 12. | «Wake Up Dead»                    | Мастейн                 | Мастейн                | Peace Sells... but Who's Buying? (1986)                                       | 3:38       |
| 13. | «Hangar 18»                       | Мастейн                 | Мастейн                | Rust in Peace (1990)                                                          | 5:12       |
| 14. | «Dread and the Fugitive Mind»     | Мастейн                 | Мастейн                | Capitol Punishment: The Megadeth Years (2000) / The World Needs a Hero (2001) | 4:23       |
| 15. | «Skin o' My Teeth»                | Мастейн                 | Мастейн                | Countdown to Extinction (1992)                                                | 3:15       |
| 16. | «She-Wolf»                        | Мастейн                 | Мастейн                | Cryptic Writings (1997)                                                       | 3:39       |
| 17. | «Prince of Darkness»              | Мастейн                 | Мастейн, Фрідман       | Risk (1999)                                                                   | 6:28       |

## Учасники запису
- Дейв Мастейн — вокал, гітара у всіх піснях
- Марті Фрідман — гітара в піснях 1, 4-7, 9, 11, 13, і 15-17
- Кріс Поланд — гітара в піснях 3, 10 і 12
- Ел Пітреллі — гітара в піснях 8 і 14
- Джефф Янг — гітара в пісні «In My Darkest Hour»
- Девід Еллефсон — бас-гітара у всіх піснях
- Нік Менца — барабани в піснях 1, 4-7, 9, 11, 13, і 15-16
- Гар Самуельсон — барабани в піснях 3, 10 і 12
- Джиммі Деграссо — барабани в піснях 8, 14, і 17
- Чак Белер — барабани в пісні «In My Darkest Hour»

## Чарти
| Чарт (2005) | Найвища позиція |
| ----------- | --------------- |
| Фінляндія   | 21              |
| США         | 65              |

## Сертифікації
| Регіон | Сертифікація | Продажі |
| --- | ------------ | ------- |
| Канада (Music Canada)                                                                                            | Золотий      | 50 000^ |
| Велика Британія (BPI)                                                                                            | Срібний      | 60 000  |
| США | —            | 133,000 |
| ^відвантаження, що базуються лише на сертифікаціях · продажі+прослуховування, що базуються лише на сертифікаціях |              |         |